# Episodi di Yes! Pretty Cure 5 GoGo!

Logo occidentale della serie

Lista degli episodi di Yes! Pretty Cure 5 GoGo!, quinta serie anime di Pretty Cure, trasmessa in Giappone su TV Asahi dal 3 febbraio 2008 al 25 gennaio 2009. In Italia è stata trasmessa su Rai 2 dal 13 novembre 2010 al 15 maggio 2011.
La sigla originale di apertura, Precure 5, Full Throttle GO GO! (プリキュア５、フル·スロットルＧＯ ＧＯ！?), è cantata da Mayu Kudō, mentre quelle di chiusura, Te to te tsunaide Heart mo link!! (手と手つないで ハートもリンク！！?) per gli ep. 1-29 da Kanako Miyamoto e Ganbalance de Dance ~Kibō no relay~ (ガンバランスｄｅダンス ～希望のリレー～?) per gli ep. 30-48 dalle Cure Quartet (Mayumi Gojō, Yuka Uchiyae, Mayu Kudō, Kanako Miyamoto). La sigla italiana, invece, Precure 5, Full Throttle, è interpretata da Laura Piccinelli.
Il primo episodio, in Italia, ha avuto uno share del 4,79%, per un totale di 300.000 spettatori, mentre l'episodio 46 è stato seguito da 586.000 telespettatori, per uno share del 7,69%.

## Lista episodi
| Nº | Titolo italiano Giapponese 「Kanji」 - Rōmaji - Traduzione letterale | In onda           | In onda          |
| Nº | Titolo italiano Giapponese 「Kanji」 - Rōmaji - Traduzione letterale | Giapponese        | Italiano         |
| 1  | Una nuova missione per le Pretty Cure 「復活！プリキュア５！」 - Fukkatsu! Purikyua Faibu! – "La rinascita! Pretty Cure 5!" | 3 febbraio 2008   | 13 novembre 2010 |
| 1  | Sconfitto il male, la vita torna a scorrere tranquilla e Nozomi decide di scrivere una lettera a Coco per raccontargli come vanno le cose ultimamente, con lei che s'impegna a diventare insegnante, Rin che si perfeziona nella creazione di gioielli, Urara che continua nella recitazione, Komachi nella scrittura e Karen che studia per diventare medico. L'incontro con Syrup, un misterioso ragazzo che si professa il miglior postino di sempre e che si rivela essere una creatura simile a quelle di Palmier, fa sì che Nozomi riceva a sua volta una lettera da parte della custode dell'isolato Giardino delle Cure Rose, Flora, che ha contattato lei e le compagne per affidare loro lo Scrigno della Rosa e proteggerlo dalla minaccia di Eternal, un'organizzazione che ruba tesori ai mondi. Un dipendente al servizio nemico, Scorpion, pretende di avere l'oggetto di valore inestimabile nelle sue mani, ma Nozomi ne assicura la protezione a Flora e coinvolge le amiche. Le cinque farfalle leggendarie vengono risvegliate da un attacco ai danni dei quattro sovrani dei regni confinanti Palmier e, fondendosi col potere della Rosa Rossa proveniente dal Giardino delle Cure Rose, consentono a Nozomi e le altre, tramite il Cure Mo, la nuova trasformazione in Pretty Cure. |                   |                  |
| 2  | Di nuovo insieme 「のぞみとココ 悩める再会」 - Nozomi to Koko Nayameru saikai – "Nozomi e Coco: un rincontro preoccupante" | 10 febbraio 2008  | 14 novembre 2010 |
| 2  | Syrup è sorpreso di scoprire che quelle che ha incontrato sono le Pretty Cure, le quali nel frattempo riescono a difendersi da Scorpion. Ancora scossa dalla nuova metamorfosi insieme alle compagne, Nozomi è felice di rivedere Kokoda e gli dà di persona la lettera che aveva scritto, ma riceve un atteggiamento freddo e distaccato come risposta. Coco e Nuts spiegano di essere tornati a seguito dell'attacco di Eternal che ha spinto i quattro sovrani dei regni confinanti con Palmier a nascondersi sulla Terra, sotto forma di esserini chiamati Palmin, e che è compito loro ritrovarli per poter accedere al Giardino delle Cure Rose, del quale non si sa l'esatta posizione geografica, attraverso lo Scrigno della Rosa che Flora ha affidato alle Pretty Cure. Scorpion fa rapporto alla sua superiore, Anacondy, ma tornando a reclamare lo scrigno viene scacciato ancora una volta. Coco rivela poi di aver reagito in modo freddo verso Nozomi perché lo rattrista il fatto di averla coinvolta nuovamente contro le forze del male, ma lei lo conforta dicendosi contenta di vedere che la sua gentilezza non è cambiata. |                   |                  |
| 3  | Mailpo è in pericolo 「運び屋シロップの友達」 - Hakobiya Shiroppu no tomodachi – "L'amico del postino Syrup" | 17 febbraio 2008  | 20 novembre 2010 |
| 3  | Vista l'enorme quantità di lettere spedite da Milk a Coco e Nuts per aggiornarli sullo stato di Palmier in loro assenza, quando Syrup si rifiuta di consegnarne altre, la cassetta postale Mailpo che gli fa da assistente decide di fare da sé. Quest'ultimo però si perde tra le vie della città e Nozomi e gli altri preoccupati si mettono ben presto a cercarlo. Bunbee, dopo essere sopravvissuto alla quasi uccisione da parte di Kawarino della Nightmare, viene assunto all'Eternal e sfrutta Mailpo per consegnare una lettera alle Pretty Cure in cui fa sapere loro di essere tornato. Le Leggendarie Guerriere affrontano in battaglia il nemico di vecchia data, spinte dal desiderio di proteggere i loro amici. Successivamente Coco e Nuts, stanchi e assonnati, finiscono di rispondere a tutte le lettere di Milk. |                   |                  |
| 4  | La grande occasione di Urara 「うららの台本を届けろ！」 - Urara no daihon wo todokero! – "Consegna il copione a Urara!" | 24 febbraio 2008  | 21 novembre 2010 |
| 4  | Urara è tra le finaliste che sosterranno un ulteriore e ultimo provino per il ruolo di protagonista di un importante film. La ragazza prova le battute innumerevoli volte, anche aiutata dalle amiche, ma al momento cruciale dimentica il copione a casa e, resasi conto di ciò, si fa prendere dal panico. In una corsa contro il tempo, prima che Scorpion sferri un attacco, Syrup riesce a portare il copione a Urara, la quale tuttavia afferma di essersi sentita spaesata non per la parte che conosce alla perfezione ma per i preziosi consigli delle amiche che ha appuntato e che le infondono coraggio. Sapere che le sue più care amiche stanno combattendo durante lo svolgimento delle audizioni, però, provoca in Urara una reazione impulsiva che le fa abbandonare il sogno per una carriera di attrice per cui ha investito energie, precipitandosi a battere il nemico che era in vantaggio. Urara è dispiaciuta di come sia andata, ma il suo manager Washio le assicura che ci saranno altre occasioni. Infine, il Palmin catturato dal gruppo si rivela essere uno dei sovrani dei quattro regni, Re Donuts. |                   |                  |
| 5  | La cassetta dei suggerimenti 「生徒会長かれんへの手紙」 - Seitokaichō Karen he no tegami – "Una lettera per la presidentessa del consiglio studentesco Karen" | 2 marzo 2008      | 27 novembre 2010 |
| 5  | Come presidentessa degli studenti, Karen istituisce una cassetta di suggerimenti affinché la loro scuola possa migliorare grazie a proposte e consigli da parte di tutti. Una lettera in particolare la conduce alla sede del circolo d'arte, dove sono spariti i lavori delle studentesse. Scoprendo che dietro a tutto ciò c'è Bunbee, alla ricerca di oggetti preziosi da rendere all'Eternal, Karen non esita a battersi per fargli restituire quello che ha rubato ed evitare che distrugga tutto. L'idea dei suggerimenti viene apprezzata, come dimostrano i tanti ringraziamenti ricevuti; inoltre, dopo aver aiutato Otaka, Syrup nella forma umana di Shiro Amai sceglie di dare una mano nella mensa della scuola in cambio di tutti i dolci che vuole mangiare. |                   |                  |
| 6  | Il risveglio di Re Donuts 「ドーナツ国王目覚める！」 - Dōnatsu Kokuō mezameru! – "Re Donuts si risveglia!" | 9 marzo 2008      | 28 novembre 2010 |
| 6  | Re Donuts si risveglia ed esce dallo Scrigno della Rosa, ma si mostra burbero e ostinato nei confronti delle Pretty Cure e non considera Coco e Nuts degni di salire al trono di Palmier. Mentre tutti si preparano all'inaugurazione della nuova Natts House, Rin è stanca perché ha tanti impegni che la portano a dormire poco di notte, l'unico momento in cui ha del tempo libero, ma sente di dover dare lo stesso il massimo, sostenuta dalle amiche. Anche Scorpion ha problemi di sonno, perché costantemente indaffarato a compilare documenti e fascicoli riguardanti ciò che ruba per Eternal, e attacca alla svelta le Pretty Cure per farsi dare lo Scrigno della Rosa, non riuscendoci tuttavia. Re Donuts loda le persone come Rin che lavorano duramente per gli altri e si ricrede in positivo su di lei e le altre ragazze. |                   |                  |
| 7  | Partenza per il Regno di Palmier 「レッツゴー！パルミエ王国！」 - Rettsu gō! Parumie Ōkoku! – "Andiamo! Regno di Palmier!" | 16 marzo 2008     | 4 dicembre 2010  |
| 7  | Una lettera espresso di Milk, in cui parla di grave crisi, spinge tutti a partire per il Regno di Palmier. Arrivati a destinazione, grazie al trasporto di Syrup, si scopre però che Milk ha mentito per il desiderio di rivedere Coco e Nuts e, al contrario, Palmier procede verso una nuova fiorente ricostruzione dopo essere stato devastato in passato dai Nightmare. Milk viene sgridata per il suo comportamento, ma lei si giustifica, dicendo che nel suo neo-ruolo di assistente custode dei principi si è sentita sola, e tenta di scusarsi. Durante la visita delle Pretty Cure al Regno di Palmier, un altro agente di Eternal, Nebatakos, entra in azione: il tentativo di sottrarre lo Scrigno della Rosa viene sventato così come l'incolumità dei cittadini viene protetta dalla collaborazione di tutti quanti, incluso Re Donuts. Una volta tornata la pace, mentre Nozomi e gli altri ripartono verso casa, Milk raccoglie uno strano seme di fiore blu. |                   |                  |
| 8  | Un messaggio da decifrare 「シロップと謎の手紙」 - Shiroppu to nazo no tegami – "Syrup e la lettera misteriosa" | 23 marzo 2008     | 5 dicembre 2010  |
| 8  | Nozomi e le altre ricevono una strana lettera con un messaggio da decifrare. Ragionandoci su, gli indizi contenuti nella busta portano alla torre dell'orologio, simbolo della città, che purtroppo viene presa di mira da Scorpion, il quale ha individuato l'altissimo valore della campana. Le Pretty Cure arrivano alla conclusione che il messaggio che hanno ricevuto è stato mandato loro da un uccellino per informarle che il suo nido sulla torre era in pericolo; durante lo scontro, pur di ottenere lo Scrigno della Rosa, Scorpion cerca di trascinare Syrup dalla sua parte, promettendogli in cambio di portarlo nel Giardino delle Cure Rose che tanto desidera raggiungere, ma Cure Dream chiarisce che saranno lei e le altre guerriere ad accompagnarlo senza alcun ricatto. Più tardi, Syrup confessa di essere turbato da un sogno ricorrente che fa, ma Nozomi lo tranquillizza con la sua solita allegria. |                   |                  |
| 9  | Il ladro di torte 「名探偵こまち登場！」 - Meitantei Komachi tōjō! – "Appare la detective Komachi!" | 30 marzo 2008     | 11 dicembre 2010 |
| 9  | Per la festa d'inaugurazione della nuova Natts House, i ragazzi comprano una torta che sparisce però misteriosamente. Komachi, travestita scherzosamente da detective, apre un'indagine per risolvere il caso, ma ciascuno dei presenti si discolpa attestando di non sapere che fine abbia fatto il dolce. Persino l'arrivo di Bunbee, pronto a colpire, non smuove la situazione al punto che le Pretty Cure dubitano anche di lui. Alla fine il responsabile della sparizione della torta si scopre essere Mailpo, che si è sentito escluso nel conteggio della divisione delle fette; il mistero viene definitivamente risolto quando anche Nozomi ammette le sue colpe, ovvero di aver già mangiato la sua porzione di nascosto. Intanto a Palmier, il germoglio del seme blu trovato da Milk comincia a brillare. |                   |                  |
| 10 | Il potere della Rosa Blu 「出た！青いバラの力！」 - Deta! Aoi Bara no chikara! – "Eccolo! Il potere della Rosa Blu!" | 6 aprile 2008     | 12 dicembre 2010 |
| 10 | Tramite lo Scrigno della Rosa, Flora fa la sua apparizione e avverte le Leggendarie Guerriere di stare attente ai nemici, sempre più potenti, e che soltanto combinando il potere della Rosa Rossa e quello della Rosa Blu c'è speranza di salvezza. Le ragazze si mostrano preoccupate e cercano di interpretare le parole dette dalla donna, ma sanno di poter affrontare qualsiasi pericolo stando unite. Scorpion e Bunbee, temendo di finire tra lo smaltimento di Eternal visti i numerosi insuccessi delle loro missioni, decidono di allearsi e riescono a prendere in ostaggio Coco, Syrup e Nuts. Le Pretty Cure 5, cadute nella trappola degli avversari che le hanno in pugno, rispondono faticosamente al combattimento. Quando tutto sembra perduto, un'elegante guerriera annunciata da petali blu volge il risultato a favore delle Pretty Cure, facendo ritirare Scorpion e Bunbee. |                   |                  |
| 11 | L'ultima battaglia di Scorpion 「華麗に変身！ミルキィローズ！」 - Karei ni henshin! Mirukī Rōzu! – "Elegante trasformazione! Milky Rose!" | 13 aprile 2008    | 18 dicembre 2010 |
| 11 | Le Pretty Cure discutono della misteriosa guerriera apparsa durante il recente scontro, ipotizzando che sia legata in qualche modo alla leggenda del Giardino delle Cure Rose, secondo cui se la Rosa Rossa e la Rosa Blu si incontrassero un nuovo potere potrebbe sbocciare. Scorpion e Bunbee vengono sollevati dall'incarico di rubare lo Scrigno della Rosa, ma il primo, furioso, non vuole darla vinta e torna all'attacco, tramutandosi in un mostro. Le Pretty Cure 5 sono ancora una volta in netta difficoltà, ma la guerriera della Rosa Blu, che si chiama Milky Rose, appare nuovamente e sconvolge i piani di Scorpion, eliminandolo in modo definitivo. |                   |                  |
| 12 | La nuova compagna di scuola 「美々野くるみがやってきた！」 - Mimino Kurumi ga yattekita! – "Kurumi Mimino è arrivata!" | 20 aprile 2008    | 19 dicembre 2010 |
| 12 | Milky Rose, con l'identità civile di Kurumi Mimino, si trasferisce come studentessa alla Cinq Lumière. Sin da subito dimostra di essere molto brava nella recitazione, ha una buona conoscenza della letteratura e sa a giocare a basket, ma soprattutto è informata sugli altri senza apparente motivo. Durante una visita in giro per la scuola insieme a Kurumi, le Pretty Cure vengono attaccate da Nebatakos, il quale viene subito battuto. L'arrivo di Kurumi nella scuola ha destato la curiosità anche di Mika, la caporedattrice del giornale scolastico, che le ha infatti dedicato un articolo intero in bacheca. |                   |                  |
| 13 | Il passato di Syrup 「悪夢のメルヘンワールド！」 - Akumu no meruhen wārudo! – "Il mondo delle favole da incubo!" | 27 aprile 2008    | 1º gennaio 2011  |
| 13 | Syrup è turbato di frequente da un sogno che fa e non comprende perché il Giardino delle Cure Rose è l'unico posto che non è in grado di raggiungere con le sue capacità che gli permettono di andare ovunque. Intanto a Eternal, per ordine del Direttore che desidera al più presto inserire lo Scrigno della Rosa nella sua collezione, viene convocata Shibiretta, un'anziana capace di manipolare le fiabe e le favole per eliminare i suoi avversari. Quest'ultima trasporta Nozomi, Kokoda e Shiro nella favola di Pinocchio; tuttavia scoprendo che non hanno lo scrigno con loro, fa finire anche il resto delle guerriere nella sua storia e rivela a tutti che Syrup in passato ha lavorato per Eternal, pur di giungere al Giardino delle Cure Rose e riprendersi i ricordi che ha perduto. Cure Dream e le altre, difendendo il loro amico e assicurandogli di entrare nel Giardino insieme, sconfiggono Shibiretta e ritornano alla normalità. |                   |                  |
| 14 | Il segreto di Milky Rose 「ミルキィローズの秘密！」 - Mirukī Rōzu no himitsu! – "Il segreto di Milky Rose!" | 4 maggio 2008     | 2 gennaio 2011   |
| 14 | Il comportamento strano di Nattsu preoccupa gli altri che, seguendolo di nascosto, teorizzano su cosa abbia intenzione di fare. Sotto consiglio di Re Donuts, Nattsu dice a Kurumi di sapere della sua vera identità che cerca di mascherare, ma lascia a lei la scelta di svelarlo o meno alle altre guerriere; allo stesso modo, Kurumi chiede spiegazioni a Nattsu sui recenti interessi che gli occupano le giornate, scoprendo che sta studiando gli antichi popoli del mondo per capire come migliorare Palmier. Bunbee, che ha analizzato i punti deboli di Milky Rose, dà inizio a uno scontro violento, ma le Pretty Cure 5 corrono in aiuto della loro compagna e lo respingono. Poco dopo, tutti vengono a conoscenza che Milky Rose non è altri che Milk, la quale ha acquisito il potere della Rosa Blu e la forma umana di Kurumi grazie al seme blu che ha piantato. Ora che si conoscono le fonti da cui traggono forza sia la Rosa Rossa che quella Blu, Re Donuts annuncia il rientro al suo regno, lasciando una delle chiavi indispensabili per accedere al Giardino delle Cure Rose. |                   |                  |
| 15 | Rin e il fagiolo magico 「りんちゃんと豆の木」 - Rin-chan to mame no ki – "Rin e la pianta di fagioli" | 11 maggio 2008    | 8 gennaio 2011   |
| 15 | Rin è stanca di rimproverare Nozomi che, sbadata com'è, non ascolta mai i suoi avvertimenti nel fare attenzione a ciò che la circonda. Subito dopo aver calmato gli animi, la cattura di un Palmin porta improvvisamente Nozomi, Rin, Urara e Kurumi nel mondo della favola di Jack e il fagiolo magico: l'artefice, Shibiretta, ha infatti diviso le guerriere per essere più facili da battere e torna a reclamare la consegna dello Scrigno della Rosa, ma Cure Rouge e Cure Dream, in particolare, danno prova di una coordinazione impeccabile pur di sconfiggerla e uscire dal racconto. Tornate a casa, trovano vicino a loro il Palmin che credevano di aver perso di vista, che si rivela essere una dei sovrani dei quattro regni, la Regina Bavarois. |                   |                  |
| 16 | Karen, Komachi e la casa di marzapane 「かれんとこまちのお菓子の家」 - Karen to Komachi no okashi no ie – "La casa dei dolci di Karen e Komachi" | 18 maggio 2008    | 9 gennaio 2011   |
| 16 | La Regina Bavarois è molto loquace tanto da sfinire Rin con la sua parlantina, che però ha gli allenamenti di calcetto nel pomeriggio e non può badare a lei. Chiedendo consiglio per far smettere la creatura di parlare, Nozomi finisce tutto d'un tratto con Karen e Komachi dentro la fiaba di Hänsel e Gretel per colpa di Shibiretta. Inizialmente divise, Karen e Komachi fanno cadere in un tranello la nemica e forniscono a Nozomi il percorso giusto per venire a salvarle, mediante dei dolcetti lasciati come tracce. Grazie al piano rapidamente escogitato da Cure Aqua e Cure Mint, in perfetto affiatamento, le ragazze difendono lo Scrigno della Rosa e riescono a fuggire da quel mondo alla rovescia. La grande quantità di dolcetti che avevano con loro Karen e Komachi, rivelatasi utile contro Eternal, era destinata in realtà a una fabbrica visitata in gita scolastica, che ha segnato l'inizio della loro amicizia. |                   |                  |
| 17 | La maschera Shishimai! 「たむけんさんの宝物」 - Tamuken-san no takaramono – "Il tesoro del signor Tamuken" | 25 maggio 2008    | 15 gennaio 2011  |
| 17 | Nozomi s'imbatte per caso in un uomo alla ricerca della sua maschera tradizionale Shishimai. Decisa ad aiutarlo a ritrovarla, la ragazza coinvolge gli amici e tutti assieme fanno un giro di perlustrazione in città. La maschera si scopre essere nelle mani di Bunbee, il quale credeva fosse un oggetto di valore e ha approfittato di un momento di confusione del proprietario per rubarla. Le Pretty Cure 5 e Milky Rose s'impegnano a restituire la maschera all'uomo che ha chiesto aiuto, in cambio della segretezza sulla loro doppia identità che è stata esposta. Più tardi, guardando la TV, i ragazzi ricordano che il signore della maschera è Kenji Tamura, un famoso comico noto come Tamuken. |                   |                  |
| 18 | Il grande sogno di Urara 「みんなに届け！うららの歌声」 - Minna ni todoke! Urara no utagoe – "Che raggiunga tutti! Il canto di Urara" | 1º giugno 2008    | 16 gennaio 2011  |
| 18 | Urara non passa un provino a cui ha partecipato e viene vista piangere in solitaria da Shiro, che si preoccupa nonostante lei appaia felice e non lo dia a vedere. A tal proposito, Shiro trova insensibile l'atteggiamento delle amiche, che sembrano non dare peso alla cosa, e decide di supportarla andandola a trovare agli studi di registrazione dove al momento Urara sta incidendo la sua nuova canzone. I due hanno modo di approfondire la loro conoscenza, ma vengono interrotti da Nebatakos in balia della frustrazione per essere stato ripreso dai suoi superiori: Cure Lemonade non si arrende dinanzi alle difficoltà e, con l'arrivo delle altre Pretty Cure, risponde all'attacco. Il singolo viene pubblicato con successo, mentre Shiro, sorpreso dal regalo di Nozomi e le altre che credeva non tenessero alla loro amica, propone a Urara il buono di un volo su in cielo per rallegrarla la prossima volta che si sentirà triste. |                   |                  |
| 19 | Una lettera importante 「浦島かれんと亀ミルク！？」 - Urashima Karen to kame Miruku!? – "Il pescatore Karen e la tartaruga Milk!?" | 8 giugno 2008     | 22 gennaio 2011  |
| 19 | Karen ha dei dubbi su come rispondere a una lettera dei genitori, attualmente in tournée all'estero in veste di musicisti. Confidandosi con Kurumi, la ragazza vorrebbe dire loro di aver trovato qualcosa che la appassiona più della musica, ma non sa mettere i suoi pensieri per iscritto. Nel frattempo, Shibiretta architetta un nuovo piano per ottenere lo Scrigno della Rosa, catapultando Karen e Kurumi nella storia di Urashima Tarō. Grazie all'intervento della Regina Bavarois e di Mailpo con Syrup, le Pretty Cure riescono a mettersi in contatto tra loro e raggiungono Cure Aqua e Milky Rose per aiutarle a vincere lo scontro. In seguito, Karen invia confidenzialmente una lettera di risposta ai suoi genitori per informarli del suo desiderio di diventare un medico in futuro. |                   |                  |
| 20 | I sogni di due sorelle 「こまちとまどか 二人の夢」 - Komachi to Madoka Futari no yume – "Komachi e Madoka: i sogni delle due" | 22 giugno 2008    | 23 gennaio 2011  |
| 20 | Dopo averla vista concentrarsi su qualcosa di completamente diverso dal solito, Komachi inizia a preoccuparsi per la felicità di sua sorella maggiore Madoka, nota per essere una tipa indipendente, sempre di corsa e dalle mille passioni. Komachi ricorda poi che è stato il legame con lei ciò che l'ha portata a voler diventare una scrittrice, ribadendo l'importanza di seguire i propri interessi, e si chiede dunque se il sogno di Madoka sia davvero ereditare e gestire la pasticceria di famiglia di dolci tradizionali. Nebatakos torna a colpire le Pretty Cure, ma viene bloccato per l'ennesima volta. Infine le due sorelle si scambiano i pensieri a vicenda e chiariscono le incertezze, e Madoka menziona di aver scelto lei il nome di Komachi perché alla nascita le sue guance assomigliavano ai dolci di riso della loro pasticceria, che porta lo stesso nome e ha per lei un alto valore affettivo. |                   |                  |
| 21 | Imparare a cucinare 「友情たっぷりみんなでお弁当！」 - Yūjō tappuri minna de obentō! – "Rafforziamo l'amicizia preparando insieme il pranzo!" | 29 giugno 2008    | 29 gennaio 2011  |
| 21 | Poiché la madre è andata in una beauty farm e il padre ha la presentazione del suo nuovo libro, Nozomi rimane sola a casa per qualche giorno senza nulla di pronto da mangiare. Rin e le altre decidono così di insegnarle a cucinare, ma il compito si rivela più arduo del previsto. Durante un'uscita veloce al supermercato, le Pretty Cure si ritrovano a dover affrontare Nebatakos, che tuttavia sconfiggono. La preparazione del pranzo viene completata, tra divertimento e consigli utili in cucina, tanto che il giorno seguente Rin ha nuove idee per gli accessori venduti alla Natts House e Nozomi riesce a preparare da sé qualcosa di delizioso, lasciando tutti di buonumore. |                   |                  |
| 22 | Nozomi insegnante 「のぞみ先生大いに頑張る！」 - Nozomi-sensei ōini ganbaru! – "L'insegnante Nozomi fa del suo meglio!" | 6 luglio 2008     | 30 gennaio 2011  |
| 22 | Con i genitori fuori per lavoro, a Rin viene affidata la gestione del loro negozio di fiori, mentre Nozomi si offre da buona amica di aiutarla a badare ai suoi fratellini Yu e Ai nonché a farli studiare e far fare loro i compiti. Sebbene Nozomi non brilli particolarmente a scuola e Yu e Ai non ripongano fiducia in lei, i suoi metodi si rivelano alla lunga efficaci nell'apprendimento. Intanto Syrup dà segni di uno strano nervosismo e si rivolge a tutti in modo sgarbato, soprattutto a Coco. Bunbee, che teme il licenziamento dall'organizzazione, viene mandato di nuovo in missione: prendendo spunto dai compiti di Yu e Ai, Cure Dream progetta un piano che assicura la vittoria a lei e le altre guerriere. I fratellini di Rin rimangono soddisfatti di aver avuto Nozomi come insegnante e lei, a sua volta, spiega quanto lo studio sia fondamentale per crescere. |                   |                  |
| 23 | Il tradimento di Syrup 「シロップが裏切った！？」 - Shiroppu ga uragitta!? – "Syrup ci ha tradito!?" | 13 luglio 2008    | 5 febbraio 2011  |
| 23 | Dallo Scrigno della Rosa fuoriesce la corona del Regno di Palmier, che si credeva andata persa al tempo dei Nightmare, e tutti si chiedono la ragione. Coco richiama alla memoria il motivo per cui Syrup ce l'ha con lui: gli aveva promesso di trovare il Giardino delle Cure Rose a cui è legato il suo vissuto, senza però alcun risultato, e di conseguenza Syrup, che si vedeva diverso dagli altri abitanti di Palmier, si è sentito tradito. Nozomi e le ragazze capiscono il grande potere che ha la corona regale apparsa e pensano a come riportarla alla normalità dal pessimo stato in cui è ridotta. Anacondy, invece, riesce a convincere Syrup a farsi consegnare lo Scrigno della Rosa in cambio di informazioni sul suo passato; le Pretty Cure lo apprendono soltanto dopo, durante un attacco di Nebatakos, ma sono certe che il loro amico non le ha tradite e sono pronte ad andare a Eternal per riportarlo a casa. |                   |                  |
| 24 | Il nuovo potere delle Pretty Cure 5 「プリキュア５新たな力！」 - Purikyua Faibu aratana chikara! – "Il nuovo potere delle Pretty Cure 5!" | 20 luglio 2008    | 6 febbraio 2011  |
| 24 | Per merito del teletrasporto forzato di Nebatakos, le Pretty Cure 5, Milky Rose e Coco raggiungono Eternal. Seppur ci abbia ripensato e ha scelto di non dare lo Scrigno della Rosa ai nemici, Syrup sente di aver tradito la fiducia di Nozomi e gli altri che sono giunti fin lì per riportarlo a casa. Nebatakos viene destituito dall'organizzazione per aver portato le Leggendarie Guerriere nel loro territorio, nonostante non abbia colpa, e scatena tutta la sua rabbia per questo. Coco ritrova e si riconcilia con Syrup, pentito dei suoi gesti, e insieme incontrano per la prima volta il Direttore di Eternal, il quale viene a conoscenza solo ora che è stata Flora ad incaricare le Pretty Cure contro la sua minaccia. Anacondy e Nebatakos mettono a dura prova le sei guerriere, ma Coco, nel tentativo di difenderle, risveglia la forza celata nella corona del Regno di Palmier, che riassume la sua forma originaria e garantisce il potere dei Cure Fleur alle Pretty Cure 5, non lasciando scampo a Nebatakos. Syrup torna a casa assieme agli amici, giurando di non farsi più tentare da sporchi inganni. |                   |                  |
| 25 | Cacciatori di tesori 「真夏の悪夢の二人組」 - Manatsu no akumu no futarigumi – "Il duo dell'incubo di mezza estate" | 27 luglio 2008    | 12 febbraio 2011 |
| 25 | Le vacanze estive si avvicinano e Kokoda e Nattsu propongono a Shiro di venire ad abitare con loro alla Natts House. Nozomi e le altre si fanno prendere dall'entusiasmo e vanno in giro per negozi a comprare nuovi arredi per la sua sistemazione, ma a Shiro non interessa e preferisce quasi rimanere a vivere da solo con Mailpo. Due nuovi agenti di Eternal, Isogin e Yadokan, conosciuti per essere cacciatori esperti di tesori, entrano in azione per prendere lo Scrigno della Rosa: le Pretty Cure e Milky Rose trovano alquanto difficile combatterli poiché hanno un ottimo sincronismo sia in attacco che in difesa, ma alla fine hanno la meglio grazie anche all'intervento della Regina Bavarois. Quest'ultima annuncia il rientro al suo regno, lasciando una delle chiavi indispensabili per accedere al Giardino delle Cure Rose, e Shiro viene accolto con gioia nella sua nuova dimora. |                   |                  |
| 26 | La metropoli accoglie le Pretty Cure 「プリキュア大都会に現る！」 - Purikyua daitokai ni arawaru! – "Appaiono le Pretty Cure nella grande metropoli!" | 3 agosto 2008     | 13 febbraio 2011 |
| 26 | Urara ha impegni di lavoro come reporter di una grande parata nella metropoli vicina, che celebra l'anniversario dalla sua fondazione. Gli amici ne approfittano per fare un soggiorno tutti assieme, visitando monumenti e luoghi del posto. Adoperandosi per portare risultati ai suoi superiori, attraverso Hoshiina, Bunbee terrorizza la popolazione radunata nelle piazze in occasione della festa e minaccia di distruggere il simbolo della città, con lo scopo di far uscire le Pretty Cure allo scoperto e farsi dare lo Scrigno della Rosa. Le guerriere salvano la situazione, ricevendo pieno supporto da parte dei cittadini, e la parata giunge al termine con grandi festeggiamenti. |                   |                  |
| 27 | Rin e la prova di coraggio 「りんちゃんＶＳ大江戸妖怪！」 - Rin-chan tai ōedo yōkai! – "Rin contro i mostri di Edo!" | 17 agosto 2008    | 19 febbraio 2011 |
| 27 | In occasione del festival estivo, i ragazzi si danno appuntamento per le vie della città. Komachi sta mettendo a punto una delle sue prove di coraggio per le amiche, ma Rin che ha il terrore dei fantasmi è molto spaventata al riguardo. Prima di potersi incontrare, l'intero gruppo viene traslocato per opera di Shibiretta in un mondo del periodo Edo, pieno di yōkai (mostri della tradizione giapponese) che incutono paura. Komachi cerca di aiutare Rin a sfuggire al panico, dicendole che dovrebbe imparare a usare la paura contro la paura; infatti quando Shibiretta si palesa, l'ottimo lavoro di squadra delle Pretty Cure sgomina il suo attacco. Tornati tutti insieme alla festa, Rin ringrazia Komachi per averle fatto passare la paura dei fantasmi, riuscendo persino a travestirsi da uno di loro. |                   |                  |
| 28 | La Principessa Crepe 「ココのお嫁さん登場！？」 - Koko no oyome-san tōjō!? – "Appare la sposa di Coco!?" | 24 agosto 2008    | 20 febbraio 2011 |
| 28 | Le Pretty Cure catturano un altro Palmin che si rivela essere una dei sovrani dei quattro regni, la Principessa Crepe. Particolarmente capricciosa e testarda, si presenta come la promessa sposa di Coco, poiché un gesto compiuto inconsciamente da lui nei suoi confronti, quando erano piccoli, nel suo regno equivale a una proposta di matrimonio. Tra l'incredulità degli altri, che però capiscono che si tratta di un malinteso, Crepe minaccia di non riconoscere Coco come regnante di Palmier e rifiuta ogni tipo di cooperazione tra principati se lui non la sposa. Nel frattempo, con il caldo della stagione estiva, la Natts House offre bevande fresche alla clientela e Yadokan e Isogin tentano di nuovo di impadronirsi dello Scrigno della Rosa, senza tuttavia riuscirci. Crepe ringrazia le guerriere per la protezione di Coco e Nuts, malgrado tutto, a testimonianza dell'impegno posto per il loro bene. |                   |                  |
| 29 | Un affascinante nemico 「高原でイケメンとテニス！？」 - Kōgen de ikemen to tenisu!? – "Tra gli altopiani con un ragazzo affascinante e il tennis!?" | 31 agosto 2008    | 26 febbraio 2011 |
| 29 | Il gruppo parte per trascorrere le vacanze estive nella villa in montagna della famiglia di Karen, talmente grande da possedere un vasto campo da tennis. Durante un'amichevole partita, Mucardia, facente parte di Eternal, usa il suo fascino di ragazzo bell'aspetto per avvicinarsi alle Pretty Cure con il nome Kyosuke Momoi e scoprire qualcosa di più sui loro poteri; presto fa sì che Rin e Karen, che considera fondamentali nella squadra, siano divise dalle altre e manda in attacco Hoshiina, restando dietro le quinte senza mostrarsi mai. Rifacendosi agli schemi di gioco nel tennis, Cure Dream e le altre sconfiggono con non poca difficoltà il mostro ma, dato che non hanno visto Mucardia, si chiedono come mai sono state attaccate senza l'appoggio di un agente di Eternal. A fine giornata, Rin e Karen sono felici dei fiori che Kyosuke ha regalato loro. |                   |                  |
| 30 | Il dilemma di Nuts 「王の力とナッツの悩み」 - Ō no chikara to Nattsu no nayami – "I poteri da re e le preoccupazioni di Nuts" | 7 settembre 2008  | 27 febbraio 2011 |
| 30 | Venendo sgridate in classe, Kurumi dà la colpa a Nozomi e si arrabbia molto con lei. Alla sera, il gruppo si riunisce alla Natts House per osservare la luna piena, ma Shibiretta porta le Pretty Cure nella storia del tagliatore di bambù con Kaguya-hime. Per localizzare la loro posizione, Kurumi cerca di spedire una lettera tramite Mailpo, mentre Nattsu prova a mettersi in contatto con un computer portatile che ha appena modificato per la comunicazione con il Regno di Palmier, ma nessun tentativo pare funzionare. Crepe riesce però ad attivare il computer, il Milky Note, con i suoi poteri e sprona Kurumi ad essere più decisa con i suoi pensieri, la quale infatti poco dopo raggiunge le Pretty Cure sul suolo lunare per aiutarle a battere la nemica. Nozomi e Kurumi fanno pace e insieme agli altri tornano ad ammirare la luna, ma Nuts si dispiace di non essere riuscito da solo a rendersi utile col suo dispositivo. |                   |                  |
| 31 | Il nuovo potere di Milky Rose 「ミルキィローズ新たなる力！」 - Mirukī Rōzu aratanaru chikara! – "Il nuovo potere di Milky Rose!" | 14 settembre 2008 | 5 marzo 2011     |
| 31 | Nuts pensa costantemente al fatto di non essere stato di alcun aiuto contro i nemici nello scorso combattimento. Gli amici iniziano a preoccuparsi per il suo stato d'animo, ma lui non accetta consolazioni e si allontana sempre più da loro. Anacondy, stanca di sfigurare di fronte al Direttore a causa dei piani fallimentari degli altri agenti, attacca personalmente e ferisce Nuts. Mentre le Pretty Cure 5 se la devono vedere contro un Hoshiina, Milky Rose lotta corpo a corpo con Anacondy; alla vista della Guerriera della Rosa Blu in difficoltà, Nuts risveglia la forza celata nella corona del Regno di Palmier, che riassume la sua forma originaria e garantisce il potere del Milky Mirror a Milky Rose, scacciando via l'avversaria. Infine Nuts ritrova il sorriso grazie ai suoi amici. |                   |                  |
| 32 | Pretty Cure in miniatura 「小さな小さな大冒険！」 - Chīsana chīsana daibōken! – "Una piccola piccola grande avventura!" | 21 settembre 2008 | 6 marzo 2011     |
| 32 | Per determinare chi custodisce lo Scrigno della Rosa, tramite uno dei suoi giochi di prestigio, Mucardia fa sì che Nozomi e le sue amiche si riducano in miniatura. Diventate piccolissime, le sei ragazze cercano invano di farsi udire da Kokoda, Nattsu e Shiro, i quali non vedendole vanno a cercarle, e al contrario si ritrovano a dover affrontare mille imprevisti nel prato che circonda la Natts House, tra cui un esercito di formiche Hoshiina. L'incantesimo termina inconsapevolmente grazie a Shiro e le sei ragazze riguadagnano la loro statura. |                   |                  |
| 33 | Urara e il ristorante di Yoshimi 「ハッスルうららとカレー屋さん」 - Hassuru Urara to karē yasan – "Urara frettolosa e il negozio di curry" | 28 settembre 2008 | 12 marzo 2011    |
| 33 | Urara si offre di aiutare una sua compagna di classe, Yoshimi Morita, a pubblicizzare il ristorante dei suoi genitori, specializzato in piatti a base di curry. Yoshimi e Urara si mettono dunque a distribuire volantini, prima alle attività commerciali circostanti e poi alla folla in città, ma la clientela scarseggia lo stesso. A complicare le cose ci si mette Bunbee, ma le Pretty Cure arrivano rapidamente sul posto per sbarazzarsi di lui, già impensierite per aver lasciato Urara senza aiuti. In conclusione, la pubblicità non sembra portare alcun vantaggio al ristorante, nonostante gli sforzi di Urara e Yoshimi, se non che all'ultimo momento, in breve tempo, riesce ad attirare un gran numero di persone, salvando gli affari economici. |                   |                  |
| 34 | La dichiarazione di Crepe 「涙のお別れ！クレープの告白」 - Namida no owakare! Kurēpu no kokuhaku – "Separazione in lacrime! La dichiarazione di Crepe" | 5 ottobre 2008    | 13 marzo 2011    |
| 34 | La Principessa Crepe annuncia il rientro al suo regno e, per l'occasione, le ragazze organizzano una festa in suo onore. Prima di partire, però, Crepe vorrebbe vedere come Coco occupa il suo tempo, nella speranza un giorno di unificare i loro regni con il matrimonio, ma lui non sembra darle peso. Nel mentre, Isogin e Yadokan sferrano un attacco per ottenere lo Scrigno della Rosa che mette a dura prova le Pretty Cure, ma vengono sconfitti. Mostrandosi più seria e onesta, Crepe confessa a Coco i sentimenti che prova, ma scoppia in lacrime quando capisce di non essere ricambiata perché lui desidera avere accanto Nozomi. La principessa senza rancore si fa da parte e, prima di ritornare nel suo regno, lascia una delle chiavi indispensabili per accedere al Giardino delle Cure Rose. |                   |                  |
| 35 | La scioccante proposta di Bunbee 「ブンビー衝撃発言！」 - Bunbī shōgeki hatsugen! – "La scioccante proposta di Bunbee!" | 12 ottobre 2008   | 19 marzo 2011    |
| 35 | Nozomi s'annoia perché le sue amiche hanno sempre da fare negli ultimi tempi. Ognuna di loro è impegnata a realizzare le proprie ambizioni, ma sanno che quando hanno un problema la Natts House rappresenta un punto di ritrovo per risollevare l'umore. Bunbee, invece, sentendosi sempre più ignorato dai suoi superiori ad Eternal, si mette in testa di voler diventare il capo delle Pretty Cure e le tiene d'occhio tutta la giornata per informarsi sul loro conto. Queste ultime non accettano la sua bizzarra proposta e si vedono costrette a fronteggiarlo. Nonostante non si vedessero da giorni, Nozomi si rende conto che l'armonia tra i suoi amici non è affatto cambiata. |                   |                  |
| 36 | Le cinque prove (prima parte) 「危ない！ファイブＤＥチャンス！ （前編）」 - Abunai! Faibu DE chansu! (zenpen) – "Attenzione! Le cinque possibilità! (prima parte)" | 19 ottobre 2008   | 20 marzo 2011    |
| 36 | Le ragazze si esercitano per partecipare al gioco a premi televisivo Le cinque prove, che prevede l'alternarsi di squadre da cinque membri. Karen sceglie di non prenderne parte e lascia il suo posto a Kurumi, la quale però poco prima di cominciare glielo ricede con una scusa. Alle selezioni dei concorrenti, Nozomi e le altre vengono condotte in uno studio differente da quello effettivo per via di Mucardia, che ha teso loro una trappola. Per poter tornare al mondo reale e uscire dal limbo, le Pretty Cure 5 accettano di sottoporsi alle prove preparate dal nemico. Tuttavia si rivelano essere imbrogli scorretti e sia Rin nella sfida a calcio, sia Komachi nel quiz di cultura generale, sia Nozomi nelle ombre cinesi, falliscono. Vista la posta in palio che le vede intrappolate in eterno dentro al gioco qualora perdessero tutte e cinque, la tensione aumenta con soltanto le prove di Urara e Karen a mancare all'appello. |                   |                  |
| 37 | Le cinque prove (seconda parte) 「危ない！ファイブＤＥチャンス！ （後編）」 - Abunai! Faibu DE chansu! (kōhen) – "Attenzione! Le cinque possibilità! (seconda parte)" | 26 ottobre 2008   | 7 maggio 2011    |
| 37 | I trucchi usati da Mucardia non si placano e anche Urara fallisce nella sua prova di colpire con il tipico martello quante più talpe possibili. Rimasta solamente Karen ad avere la possibilità di far uscire lei e le amiche dal gioco, l'ultima sfida riguarda il lancio della moneta, in cui però ha sempre avuto sfortuna. Inoltre in caso di perdita viene richiesto lo Scrigno della Rosa, tuttavia grazie alla sua intelligenza Karen vince e permette la liberazione delle altre. Mucardia schiera contro di loro una moltitudine di mostri pur di non arrendersi all'evidenza, ma le Pretty Cure 5 con il sopraggiungimento di Milky Rose lo fanno fuggire. Ripristinata la normalità, il gruppo si prepara al vero quiz televisivo, riuscendo a vincere una fornitura annuale di cioccolato e a portare a casa il trofeo con incisi i loro nomi, incluso quello di Kurumi che ci teneva tanto. |                   |                  |
| 38 | La leggenda della Rosa Blu 「二人の力！ドリーム＆ローズ！！」 - Futari no chikara! Dorīmu ando Rōzu!! – "I due poteri! Dream & Rose!!" | 9 novembre 2008   | 27 marzo 2011    |
| 38 | Syrup comincia a ricordare qualcosa del suo passato, in particolare l'immagine di una rosa blu sbocciata nel Giardino delle Cure Rose. Milk, avendo coltivato l'unico esemplare di rosa esistente in natura di colore blu, che le ha permesso di diventare prima Kurumi e poi Milky Rose, non sa come ma sente di avere un compito importante da portare a termine rispetto a Flora, la quale si sta via via indebolendo. Cercando confusamente l'ultimo sovrano che consentirà l'accesso al Giardino, Kurumi s'imbatte bensì in Yadokan e Isogin: i due agenti mettono fuori combattimento anche le Pretty Cure accorse sul posto, ma l'unione dei poteri di Cure Dream e Milky Rose, rispettivamente la Rosa Rossa e la Rosa Blu, li annienta in modo definitivo. Comprovata la leggenda riguardanti le due rose, il Direttore di Eternal manifesta il suo compiacimento per Flora che così potrà vivere un po' più a lungo. |                   |                  |
| 39 | Salviamo l'ultimo re 「モンブラン国王を救え！」 - Monburan Kokuō wo sukue! – "Salviamo Re Montblanc!" | 16 novembre 2008  | 2 aprile 2011    |
| 39 | Le Pretty Cure trovano l'ultimo dei quattro sovrani, Re Montblanc, ma le sue condizioni di salute non sono ottime. Karen prova a prendersene cura, ma perde la fiducia in se stessa quando lo vede peggiorare. Gli amici la confortano e le dicono di non sentirsi in colpa perché sanno che ha fatto tutto quello che poteva, sostenendola a non demordere e a fare di meglio. Bunbee, essendosene andato via senza alcun avviso, teme di ritornare a Eternal a mani vuote e si precipita a prendere lo Scrigno della Rosa con l'ultimo re appena ritrovato; Cure Aqua e le altre guerriere lo battono, mentre Re Montblanc sembra ristabilirsi. Non avendo alternative, Bunbee rientra quindi all'organizzazione, ma viene esiliato tra lo smaltimento da Anacondy, a conoscenza delle sue azioni con le Pretty Cure. |                   |                  |
| 40 | Il canto di Urara 「うららの歌声を取り戻せ！」 - Urara no utagoe wo torimodose! – "Recuperiamo il canto di Urara!" | 23 novembre 2008  | 3 aprile 2011    |
| 40 | Urara deve superare l'ultima fase delle audizioni per il ruolo di protagonista in un musical. Per lei quest'opportunità rappresenta l'apice della sua carriera artistica, infatti lo spettacolo è lo stesso di cui ha fatto parte sua madre l'ultima volta prima di morire. Shibiretta, tuttavia, ruba il canto di Urara, portando lei e le altre Pretty Cure negli abissi della fiaba La sirenetta e chiedendo in cambio di esso lo Scrigno della Rosa: le guerriere si vedono obbligate a cedere l'oggetto per preservare il sogno di Urara, ma lo riprendono subito dopo, quando comprendono la scorrettezza attuata dalla nemica, che sconfiggono. Successivamente Urara riceve la notizia di aver vinto il ruolo nel musical e, felice di ciò, approfitta del buono di un volo datole tempo fa da Shiro per fare un giro con lui su in cielo tra le nuvole. |                   |                  |
| 41 | Rin al suo primo appuntamento 「りんちゃんイケメンとデート！？」 - Rin-chan ikemen to dēto!? – "Rin ha un appuntamento con un ragazzo affascinante!?" | 30 novembre 2008  | 10 aprile 2011   |
| 41 | Dopo aver visto un ragazzo indossare talmente tanti accessori da risultare appariscente, Rin si domanda se esista un qualche altro motivo per cui uno debba metterseli, oltre alla moda e ai gusti personali. Mucardia, intanto, viene sollecitato da Eternal a non fallire ancora nella missione di impadronirsi dello Scrigno della Rosa e sceglie di adescare Rin, proponendole un appuntamento nelle consuete vesti di Momoi: i suoi tentativi di estorcere informazioni alla ragazza, però, non vanno a buon fine e, per colpa di Bunbee, la doppia identità di Mucardia viene svelata alle Pretty Cure; queste ultime lo contrastano comunque fino a farlo fuggire. Più tardi, rivedendo il ragazzo che aveva già incontrato con la sua sorellina più piccola, Rin capisce che un altro motivo per indossare accessori è rispondere ai sentimenti di affetto degli altri nei propri confronti. |                   |                  |
| 42 | L'importanza dei libri 「こまちの決意とアラビアンナイト」 - Komachi no ketsui to arabian naito – "La determinazione di Komachi e le notti arabe" | 7 dicembre 2008   | 23 aprile 2011   |
| 42 | Shibiretta viene informata di essere stata licenziata da Eternal per i troppi fallimenti durante i suoi attacchi; furiosa per questo, getta le Pretty Cure nelle novelle de Le mille e una notte con l'obiettivo di non farle uscire mai più da lì dentro. Komachi e Nattsu si arrabbiano con l'anziana donna per aver utilizzato dei libri per scopi malvagi, visto che al contrario il loro fine è quello di far emozionare il lettore attraverso la storia raccontata. Shibiretta non è d'accordo, sostenendo come essi siano semplici strumenti egoistici che non possono suscitare nulla, e scaglia tutta la sua violenza contro le guerriere, ma finisce per essere eliminata definitivamente. Di ritorno a casa, passati i timori sull'utilità o meno di scrivere libri per poterne usufruire gli altri, Komachi dice agli amici di avere intenzione di realizzare un romanzo biografico su di loro e su quanto si senta fortunata ad averli a fianco. |                   |                  |
| 43 | La forza dei sogni 「恐怖！エターナルの館長！」 - Kyōfu! Etānaru no Kanchō! – "Spaventoso! Il Direttore di Eternal!" | 14 dicembre 2008  | 24 aprile 2011   |
| 43 | Le ragazze studiano per un esame e, mentre le amiche lo fanno insieme per facilitarsi in caso di difficoltà, Nozomi sceglie di prepararsi da sola in biblioteca per mettersi alla prova e non dipendere troppo dagli altri. Non essendo mai stata portata particolarmente per lo studio, Nozomi trova qualche difficoltà e dubita di riuscire mai a realizzare il suo sogno di diventare un'insegnante. Nel frattempo il Direttore di Eternal, curioso di conoscere coloro che Flora ha scelto a sua protezione, rintraccia Nozomi con Kokoda e li accusa di non possedere alcun valore per accedere al Giardino delle Cure Rose al posto suo. La lotta che ne consegue con gli Hoshiina da lui evocati risulta difficoltosa, ma Cure Dream, spronata da pensieri di fiducia e traendo forza dai sogni, li spazza via assieme alle compagne. Dopo averle incontrate, il Direttore ammette che le Pretty Cure sono delle valorose guerriere. |                   |                  |
| 44 | La vigilia di Natale 「届け！みんなのプレゼント！」 - Todoke! Minna no purezento! – "Consegniamoli! I regali di tutti!" | 21 dicembre 2008  | 30 aprile 2011   |
| 44 | Durante la vigilia di Natale, tramite Mailpo, le ragazze ricevono dei sacchi pieni di doni e un lungo elenco di nomi a cui consegnarli. Accantonate le perplessità, tutti si impegnano e si dividono i compiti per riuscire a distribuire i regali in tempo, facendo inoltre la conoscenza di un anziano che pare indebolito e triste per aver perso dei pacchi e l'attrezzatura a lui cari. Nel contempo Mucardia scopre importanti documenti su Syrup e, con lo scopo di scavalcare Anacondy per essere lui il numero due di Eternal, si presenta al ragazzo e lo costringe a ricordare cosa nasconde il suo passato, che poi lui riferirà al Direttore che n'è all'oscuro. Le Pretty Cure salvano il loro amico e recuperano l'attrezzatura dell'anziano che hanno accudito, capendo soltanto dopo, tra i festeggiamenti, di aver consegnato i regali al posto suo poiché egli era Babbo Natale. |                   |                  |
| 45 | La porta del Giardino delle Cure Rose 「キュアローズガーデンの扉現る！」 - Kyua Rōzu Gāden no tobira arawaru! – "Appare la porta del Cure Rose Garden!" | 4 gennaio 2009    | 1º maggio 2011   |
| 45 | Syrup ha di nuovo gli incubi, e alla volontà di recuperare il passato si contrappone la paura di cosa esso possa comportare. Re Montblanc riprende le forze e, senza più impedimenti, vengono riuniti gli altri sovrani per far apparire la porta che conduce al Giardino delle Cure Rose. Tuttavia Mucardia ritorna nella speranza di richiamare alla mente di Syrup alcune memorie ben precise, mostrandogli una vecchia lettera di Flora consegnata da lui ad Eternal ma mai arrivata al Direttore. Syrup esita a ricordare, poiché teme che tutto ciò lo porti via dagli amici, ma è consapevole di quello che ha costruito con Nozomi e gli altri nel presente e si oppone alle azioni di Mucardia, il quale viene battuto, indirettamente anche per via di Anacondy. La corona di Palmier si sdoppia per Coco e Nuts e unite a quelle di Montblanc, Crepe, Bavarois e Donuts fanno materializzare la porta del Giardino delle Cure Rose. |                   |                  |
| 46 | Una ragione per combattere 「絶体絶命！没収されたプリキュア５！」 - Zettai zetsumei! Bosshūsareta Purikyua Faibu! – "Una situazione disperata! Le Pretty Cure 5 sequestrate!" | 11 gennaio 2009   | 8 maggio 2011    |
| 46 | Anacondy mette in atto un violento scontro per avere lo Scrigno della Rosa e impedire alle Pretty Cure 5, Milky Rose e ai sovrani di oltrepassare la porta del Giardino delle Cure Rose. Mucardia, invece, è sopravvissuto al recente combattimento ma, dopo avergli comunicato della lettera di Flora che Anacondy gli ha tenuto nascosta, viene eliminato dal Direttore. Quest'ultimo teletrasporta tutti ad Eternal e chiede spiegazioni sulla lettera ad Anacondy, che giustifica di averla nascosta per avere riconosciuti gli sforzi che ha fatto nell'organizzazione, ammettendo in modo implicito di essere innamorata del Direttore e di provare gelosia per Flora che occupa i suoi pensieri. Successivamente Syrup riacquista la sua memoria, ricordando di essere stato cresciuto da Flora nel Giardino, mentre Anacondy pietrifica sotto richiesta le Pretty Cure 5, seppur le costi fatica, affinché entrino a far parte della collezione di Eternal, ma viene uccisa lo stesso dal Direttore per essersi opposta a lui. |                   |                  |
| 47 | Il prodigio della Rosa Blu 「気持ちをひとつに！青いバラの奇跡！！」 - Kimochi wo hitotsu ni! Aoi Bara no kiseki!! – "I sentimenti in uno solo! Il miracolo della Rosa Blu!!" | 18 gennaio 2009   | 14 maggio 2011   |
| 47 | Con la porta del Giardino delle Cure Rose aperta, Coco e Nuts si affrettano a raggiungere Flora, allo stesso modo del Direttore che ne approfitta per completare i suoi piani di conquista. Milky Rose, rimasta sola insieme a Syrup e Mailpo, riceve inspiegabilmente l'aiuto di Bunbee per addentrarsi nel palazzo di Eternal a cercare le Pretty Cure 5 che sono state pietrificate e inserite nella collezione di tesori. Una volta trovate, Syrup apre il suo cuore attraverso un seme di rosa che, sbocciando, spezza l'incantesimo di pietrificazione e desta le Pretty Cure che acquisiscono la forma Super. Al Giardino, intanto, Flora è sempre più senza forze, con la singola difesa di Coco e Nuts, e il Direttore comincia la distruzione di tutte le rose che simboleggiano la vita perché non vi trova bellezza, al contrario della loro custode che desidera avere fino all'ossessione. L'arrivo delle Pretty Cure sembra sconfiggerlo, ma il Direttore rivela tutta la sua potenza e le sbaraglia per il momento. |                   |                  |
| 48 | Le Pretty Cure custodi della vita 「未来へ！永遠不滅のプリキュア５！」 - Mirai he! Eien fumetsu no Purikyua Faibu! – "Verso il futuro! Per sempre immortali Pretty Cure 5!" | 25 gennaio 2009   | 15 maggio 2011   |
| 48 | Le Pretty Cure e Milky Rose rifiutano di arrendersi all'ostinazione del Direttore, che brama di impossessarsi di tutte le cose che reputa di valore e distruggere invece quelle insignificanti. La forza inaudita del nemico sovrasta le Leggendarie Guerriere, ma Mailpo fa rigenerare i loro corpi con lo sparpagliamento di un'infinità di lettere inviate da ogni creatura che ha affidato a loro la grande voglia di vivere. Unendo i poteri della Rosa Rossa delle Pretty Cure 5 e della Rosa Blu di Milky Rose, viene liberata un'esplosione che annienta definitivamente il Direttore, che capisce troppo tardi che il banale gesto racchiuso nella lettera di Flora rappresentava la vita. Di conseguenza, Eternal cessa di esistere e il Giardino delle Cure Rose viene restaurato con Flora che, prima di compiere il suo destino dissolvendosi e rinascendo come seme di Cure Rose, ne affida la custodia a Cure Dream, la quale decide di aprire le porte a tutti. La vita torna a scorrere tranquilla e tutti si impegnano a rendere i loro sogni realtà. |                   |                  |